# 航天飞机-C

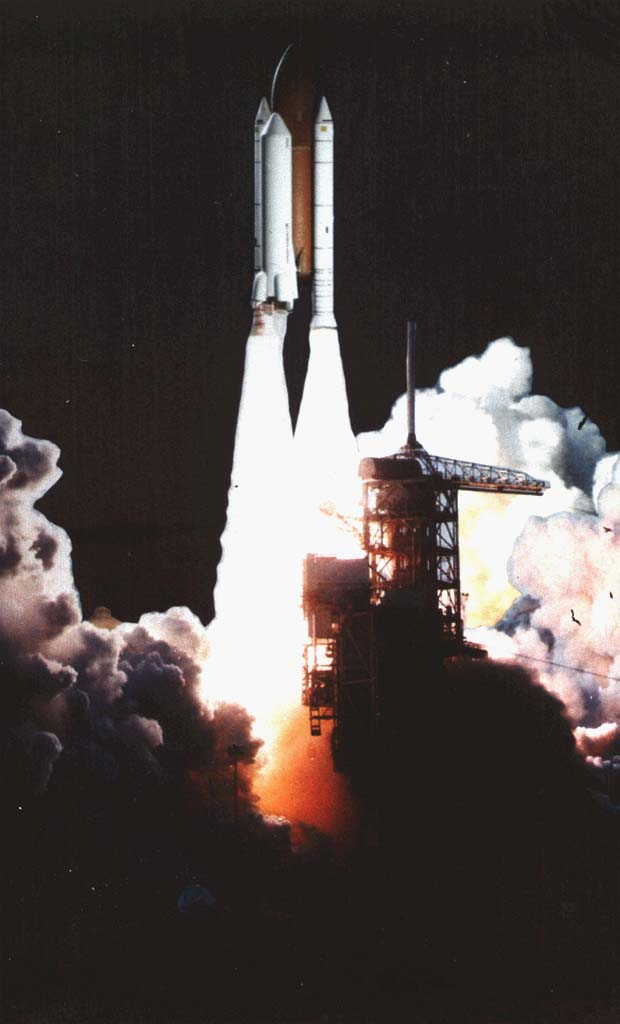
太空梭-C發射想象圖

太空梭-C是NASA計劃將太空梭改造為無人貨運運載火箭。將把太空梭外貨艙和太空梭固體助推器連接上運載火箭。(雙腳架連接)運載火箭使用太空梭主發動機。1984年至1995年間，一共衍生了多種型號的太空梭-C。
太空梭-C在理論上是使用現有太空梭技術節省了重新研發新的重型運載火箭的成本，計劃使用那些達到維護壽命的主發動機。甚至在挑戰者號失事前，有計劃将哥倫比亞號和企業號改作單一的運載火箭。挑戰者號事故前，NASA計劃一年進行14次太空梭發射，而在那之后，多種原因顯示如此高的發射頻率並不可靠。 而太空梭-C安全性和維護要求低，發射頻率可以提高。太空梭-C有諸多版本，其中一個版本使用三臺主發動機，而其他版本都只用兩台。太空梭-C只有一架模型機，由波音公司在1989年制作用來工程測試。
開發階段共有兩計劃，第一個是決定運載火箭的形狀和尺寸。NASA研究認為小型且多功能運載火箭效率最高。
20世纪90年代早期，NASA工程師計劃進行載人火星飛行。其中包括發射六艘太空梭-C將80噸物資送入地球軌道連接成兩艘前往火星的太空船。其替換方案是發射四枚神農5號。而當小布希總統宣布太空梭2010年退役後，這項計劃也擱置了。
NASA在太空梭衍生飛行器計劃（SDLV）中復興了太空梭-C計劃。2005年6月，該計劃被新的120噸運載火箭替代，即戰神5號。其設計已完全異於太空梭-C。